# 위민스 브리티시 오픈
위민스 브리티시 오픈(Women's British Open)은 여자 골프 메이저 대회의 하나이다. 2001년에 캐나디안 위민스 오픈 대신 메이저 대회로 승격했다. 남자 브리티시 오픈에 해당한다. 주최는 R&A이다.
1987년부터 2006년까지는 시리얼 제조회사 위타빅스가 20년간 대회 스폰서였기 때문에 위타빅스 위민스 브리티시 오픈(Weetabix Women's British Open)이란 명칭으로 불려왔으며, 2007년부터 스폰서가 사무기기 제조회사 리코로 바뀌며 리코 위민스 브리티시 오픈(Ricoh Women's British Open)이라고 불렸다. 2019년에는 AIG 위민스 브리티스 오픈으로 알려졌다.

## 대회 역사
여자 브리티시 오픈은 영국 여자 골프 협회의 주관으로 1976년에 시작되었다. 대회개최 초기에는 대회의 명성에 맞는 장소 확보에 어려움을 겪었으나1982년과 1986년에는 로얄 버크데일 (Royal Birkdale)에서 개최하였다. 1983년에도 장소 확보에 어려움이 있었으나 1987년부터 1996년까지 “제2부 코스” 중에 최고인 워번 골프 클럽 (Woburn Golf Club)에서 10년 연속 개최하였다. 그리고 1984년과 1999년에도 이곳에서 개최하였다.
대회의 명성이 높아짐에 따라 디 오픈 챔피언십 (The Open Championship)의 개최지인 턴베리 (Turnberry, 2002), 로얄 리담 앤 세인트 앤 (Royal Lytham and Saint Anne, 1998, 2003, 2006), 로얄 버크데일 (Royal Birkdale, 2000, 2005, 2010)에서 개최되었다. 2007년에는 처음으로 올드 코스 앳 세인트 앤드루 (Old Course at St. Andrews)에서 개최하였다. 디 오픈 챔피언십(The Open Championship) 개최지인 카누스티 (Carnoustie, 2011)와 로얄 리버풀 (Royal Liverpool, 2012) 에서도 처음으로 여자 대회를 개최하였다.
1984년에 미국여자프로골프투어 (LPGA) 와 공동주관한 대회를 제외한1993년까지의 대회는 유럽여자프로골프투어 (Ladies European Tour)에서 단독 주관하였다. 1994년부터 LPGA주관으로 바뀌면서 코스의 질과 명성이 향상되었다. 2001년부터는 캐나다의 뒤모리에 클래식 골프대회 (Du Maurier Classic)를 제치고 LPGA의 메이저 대회로 승격하였다. 2005년에 필드 사이즈가 150명으로 증가하였으나 제2라운드부터는 65명 (동순위)로 제한되었다. 2007년과 2008년의 상금은 1,050,000 파운드, 2009년부터는 상금이 3,000,000 달러로 책정되었다.
역대최다수우승자로는 카리 웹 (오스트레일리아)과 셰리 스타인하워 (미국)이며, LPGA 주관 전 2번의 우승과 LPGA 주관 후 1번의 우승 기록을 보유하고 있다. 메이저 대회로 승격한 후에는 청야니 (타이완)와 신지애 (대한민국)가 다수 우승 기록을 보유하고 있다. 데비 메세이 (미국)도 1980년과 1981년 2년 연속 우승이라는 기록을 보유하고 있다.

## 본선 출전 자격
대회 출전자 수는 144명이며, 출전자격의 확보를 위해서는 3가지 방법이 있다. 출전선수중의 다수가 기존의 성적을 통해 출전자격이 주어진 선수들이다. 나머지 선수들은 최종예선을 통해 출전자격이 주어진다.
출전자격조건 획득에는 14가지의 카테고리가 있다. 그중에서도
- 전년도 여자 브리티시 오픈 상위15위 (동순위 포함)
- LET멤버이며 전년도 여자 브리티시 오픈 상위15위에 들어가지 못한 전세계 골프랭킹 상위10위
- LPGA멤버이며 전년도 여자 브리티시 오픈 상위15위에 들어가지 못한 전세계 골프랭킹 상위30위
- LET상금순위 상위 25위 (전년도 대회 랭킹/세계 랭킹 면제대상 제외)
- LPGA 상금순위 상위 40위 (전년도 대회 랭킹/세계 랭킹 면제대상 제외)
- JLPGA 상금순위 상위 5위 (전년도 대회 랭킹/세계 랭킹 면제대상 제외)
- KLPGA 상금순위 상위 2위(전년도 대회 랭킹/세계 랭킹 면제대상 제외)

상위 7개 카테고리로 125명 정도가 출전자격 획득
- 본대회년도에 열린 LET와 LPGA가 공식 인정한 대회 우승자
- 전 10회 여자 브리티시 오픈 우승자
- 전 5 회 LPGA공식대회 우승자

1994년 LPGA 주최 이후로 규모가 작아졌으나, 최종예선은 면제받지 못한 선수들이 대회 참가자격을 획득할 수 있는 제도다. 현재는 여자세계골프랭킹이 출전자격조건의 기준으로 적용되고 있다.

## 우승자
LPGA 메이저 챔피언십 (2001 – 현재까지)
| 연도 | 대회날짜            | 개최지                      | 우승            | 국적           | 스코어 | 파  | 타차수 | 준우승                      | 총 상금 ($) | 우승자 상금 ($) |
| ---- | ------------------- | --------------------------- | --------------- | -------------- | ------ | --- | ------ | --------------------------- | ----------- | --------------- |
| 2019 | 8월 1일–4일         | 워번 골프 클럽              | 시부노 히나코   | 일본           | 270    | −18 | 1타    | 리젯 살라스                 | 4,500,000   | 675,000         |
| 2018 | 8월 2일 - 8월 5일   | 로얄 리담 앤 세인트 앤      | 조지아 홀       | 잉글랜드       | 271    | -17 | 2타수  | 포나농 파트룸               | 3,250,000   | 504,821         |
| 2017 | 8월 3일 - 8월 6일   | 킹스반스                    | 김인경          | 대한민국       | 270    | -18 | 2타수  | 조디 유어트 섀도프          | 3,250,000   | 504,821         |
| 2016 | 7월 28일 - 7월 31일 | 워번 골프 앤 컨트리 클럽    | 에리야 쭈타누깐 | 태국           | 272    | -16 | 3타수  | 이미림 모 마틴              | 3,000,000   | 464,817         |
| 2015 | 7월 30일 - 8월 2일  | 트럼프 턴베리 – 아일사 코스 | 박인비          | 대한민국       | 276    | -12 | 3타수  | 고진영                      | 3,000,000   | 464,817         |
| 2014 | 7월 10일 - 7월 13일 | 로얄 버크데일 골프 클럽     | 모 마틴         | 미국           | 287    | -1  | 1타수  | 펑산산 수잔 페테르센        | 3,000,000   | 475,575         |
| 2013 | 8월 1일 - 8월 4일   | 올드 코스 앳 세인트 앤드루  | 스테이시 루이스 | 미국           | 280    | -8  | 2타수  | 최나연 박희영               | 2,750,000   | 402,583         |
| 2012 | 9월 13일 - 9월 16일 | 로얄 리버풀 골프 코스       | 신지애          | 대한민국       | 279    | -9  | 9타수  | 박인비                      | 2,750,000   | 428,650         |
| 2011 | 7월 28일 - 7월 31일 | 카누스티 골프 링크스        | 청야니          | 타이완         | 272    | -16 | 4타수  | 브티타니 랭                 | 2,500,000   | 392,133         |
| 2010 | 7월 29일 - 8월 1일  | 로얄 버크데일 골프 클럽     | 쩡야니          | 타이완         | 277    | -11 | 1타수  | 캐서린 헐                   | 2,500,000   | 408,714         |
| 2009 | 7월 30일 - 8월 2일  | 로얄 리담 앤 세인트 앤      | 카트리나 매튜   | 스코틀랜드     | 285    | -3  | 3타수  | 카리 웹                     | 2,200,000   | 335,000         |
| 2008 | 7월 31일 - 8월 3일  | 서닝데일 골프 클럽          | 신지애          | 대한민국       | 270    | -18 | 3타수  | 쩡야니                      | 2,100,000   | 314,464         |
| 2007 | 8월 2일 - 8월 5일   | 올드 코스 앳 세인트 앤드루  | 로레나 오초아   | 멕시코         | 287    | -5  | 4타수  | 마리아 요르트 이지영        | 2,000,000   | 320,512         |
| 2006 | 8월 3일 - 8월 6일   | 로얄 리담 앤 세인트 앤      | 셰리 스타인하워 | 미국           | 281    | -7  | 3타수  | 소피 구스타프손 크리스티 커 | 1,800,000   | 305,440         |
| 2005 | 7월 28일 - 7월 31일 | 로얄 버크데일 골프 클럽     | 장정            | 대한민국       | 272    | -16 | 4타수  | 소피 구스타프손             | 1,600,000   | 290,880         |
| 2004 | 7월 29일 - 8월 1일  | 서닝데일 골프 클럽          | 캐런 스터플스   | 잉글랜드       | 269    | -19 | 5타수  | 레이첼 테스키               | 1,600,000   | 290,880         |
| 2003 | 7월 31일 - 8월 3일  | 로얄 리담 앤 세인트 앤      | 안니카 소렌스탐 | 스웨덴         | 278    | -10 | 1타수  | 박세리                      | 1,600,000   | 254,880         |
| 2002 | 8월 8일 - 8월 11일  | 턴베리 – 아일사 코스        | 카리 웹         | 오스트레일리아 | 273    | -15 | 2타수  | 미셸 엘리스 파울라 마르티   | 1,500,000   | 236,383         |
| 2001 | 8월 2일 - 8월 5일   | 서닝데일 골프 클럽          | 박세리          | 대한민국       | 277    | -11 | 2타수  | 김미현                      | 1,500,000   | 221,650         |

## 국적별 메이저 챔피언
국가별 LPGA 메이저 (2001 – 현재까지) 우승수
| 국가           | 우승수 |
| -------------- | ------ |
| 대한민국       | 6      |
| 미국           | 3      |
| 잉글랜드       | 2      |
| 타이완         | 2      |
| 오스트레일리아 | 1      |
| 멕시코         | 1      |
| 스코틀랜드     | 1      |
| 스웨덴         | 1      |
| 태국           | 1      |
| 일본           | 1      |